# Stefanuskerk (Zoelen)
De Stefanuskerk  is een kerkgebouw in het Nederlandse dorp Zoelen, provincie Gelderland. De kerk wordt gebruikt door de  Protestantse Streekgemeente ‘Tussen Lek en Linge’.

## Geschiedenis
De kerk komt voor op de lijst van de Utrechtse domkerk in 1395. In 1576 kwam de kerk in protestantse handen terecht, met Cornelis van Utrecht als eerste predikant.
In 1842 liep het orgel schade op door bliksem en moest vervangen worden door een nieuw exemplaar. Het 17e-eeuwse uurwerk werd in 1926 uit de toren gehaald en vervangen door een nieuw uurwerk. In 1939 werd het schipdak gerepareerd.
De 17e-eeuwse kerkklok is tijdens de Tweede Wereldoorlog door de Duitse bezetter weggevoerd.
In 1988 werd een restauratie afgerond.

## Beschrijving
De kerk is gebouwd in de stijl van de Nederrijnse gotiek. Zowel het schip als het koor zijn witgepleisterd.
Het driebeukige, pseudobasilicale schip is in de eerste helft van de 16e eeuw gebouwd. Aan de oostzijde van het schip, in de triomfboog, zijn de restanten aangetroffen van de voorganger: deze tufstenen topgevel zou in de 12e of 13e eeuw te dateren zijn. Het schip wordt afgedekt door een zadeldak, belegd met leisteen.
Het 15e-eeuwse bakstenen koor is rechtgesloten. Aan de zuidzijde is een sacristie aangebouwd.
De 15e-eeuwse toren is 36 meter hoog en bestaat uit drie geledingen. De onderste twee geledingen zijn bekleed met tufsteen, de bovenste geleding bestaat geheel uit baksteen. De spits is achtzijdig en kent een leien dakbedekking.
De preekstoel uit 1641 staat op een 16e-eeuws doopvont.
Onder het koor bevinden zich de grafkelders van de families Vijgh (17e eeuw) en Pieck (18e eeuw).
De eikenhouten 18e-eeuwse herenbank is van de heerlijkheid Soelen en draagt de wapens van het geslacht Pieck en van de heerlijkheid zelf.
Het orgel is in 1897 gebouwd door L. van Dam en Zonen.